# Clima da Venezuela
O clima da Venezuela é tropical, com as estações caracterizadas mais pelo índice pluviométrico do que pela diferença de temperatura. Existem duas estações: inverno (chuvoso) e verão (seco). A temperatura média anual de Caracas é de 19,4°C. Nas montanhas, essa média é mais baixa, como em Mérida (18,4°C). Em alguns picos há neves eternas.